# الحزب الديمقراطي المتحد
الحزب الديمقراطي المتحد (بالإنجليزية: United Peoples' Democratic Party)‏   هو حزب سياسي من صوماليلاند، أسس في يوليو 2001، وحل في 2010، يقع مقره في هرجيسا، وقد تم تأسيسه بواسطة محمد إبراهيم عقال.

## أعضاء بارزون
- كود سباركل
- تحديث القائمة

- طاهر ريالي كاهن
- محمد إبراهيم عقال
- أحمد يوسف ياسين
- Adan Ahmed Elmi
- Hassan Haji Mohamoud
- Mohamed Ahmed Mohamud